# Splendrillia petiti
Splendrillia petiti är en snäckart som först beskrevs av Tippett 1995.  Splendrillia petiti ingår i släktet Splendrillia och familjen Drilliidae. Inga underarter finns listade i Catalogue of Life.